# روزشمار اعتراضات به انتخابات ریاست‌جمهوری ایران (۱۳۸۸)
پس از اعلام نتایج ریاست جمهوری ایران در سال ۱۳۸۸، تظاهراتی در اعتراض به تقلب احتمالی در انتخابات در چند شهر ایران برگزار شد

## رخدادهای ۱ تیر

### سرکوب معترضین در نقاط مختلف تهران
در نهمین روز از اعتراضات به نتایج انتخابات درگیریی‌هایی میان مردم و نیروهای امنیتی و لباس شخصی در نقاط مختلف تهران خصوصاً میدان هفت تیر، خیابان سنایی، کریم خان و پارک لاله و خیابان ولیعصر (مقابل جام جم) صورت گرفت. جمعیتی در حدود ۱۰۰۰ نفر نیز در میدان هفت تیر تهران دست به اعتراض زدند که توسط پلیس با استفاده از باتوم و گاز اشک آورسرکوب شدند. تعدادی از معترضین به نشان سوگواری جان باخته گان اعتراضات انجام یافته لباس سیاه پوشیده بودند.
برای سرکوب معترضان نیروهای لشکر ۱۰ سپاه وارد شهر شده و تعداد فراوانی نیرو در ورزشگاه شهید شیرودی (امجدیه) و پارک لاله تهران مستقر کرده‌است.

### تداوم دستگیری‌ها
عبدالله مؤمنی سخنگوی سازمان ادوار تحکیم وحدت در ساختمان ستاد شهروند آزاد در میدان ونک تهران توسط افرادی ناشناسی دستگیر شد. دو تن دیگر نیز در این ستاد دستگیر شدند. مازیار بهاری خبرنگار ایرانی کانادایی نشریه نیوزویک هم بازداشت شد.

### تهدید معترضین توسط سپاه
در شرایطی که نیروهای سپاه پاسداران در روزهای گذشته نیز در سرکوب معترضین حضور جدی داشتند، سپاه پاسداران با انتشار بیانیه‌ای معترضین را به آنچه که برخورد انقلابی می‌خواند تهدید کرد.

### تداوم واکنش‌های جهانی و احضار سفرای ایران در اتحادیه اروپا
اتحادیه اروپا سفرای اروپا ایران در تمام کشورهای عضو این اتحادیه را احضار کرد. این شدیدترین واکنش نسبت به سرکوب معترضین در ایران بود. همچنین پس از اینکه منوچهر متکی انگلیس را به دست داشتن در به گفته خودش اغتشاشات خیابانی ایران، متهم کرد. دولت انگلیس از خانواده دیپلمات‌های خود در تهران خواست که سریعاً ایران را ترک کنند.
روزنامه ۸ صبح چاپ افغانستان نیز در نقد شدیدی حامد کرزی را به علت اینکه به احمدی‌نژاد قبل از تأیید رسمی اش تبریک گفته ملامت کرد.

### بیانیه ۱۸۰ روزنامه‌نگار در اعتراض به فشارهای دولت
۱۸۰ روزنامه‌نگار در اعتراض به فشارهای بی‌سابقه دولت بر رسانه‌ها برای عدم انتشار اخبار درگیری‌ها بیانیه‌ای صادر کردند. در بخشی از این بیانیه آمده‌است :
 امّا آنچه ما شاهد آن هستیم شکل‌گیری محدودیت‌های فزاینده و غیرقانونی در جهت اطلاع‌رسانی به مردم و انتشاراطلاعات صحیح به جامعه‌است. قطع سیستم پیامک از شب پیش از رأی‌گیری، قطع تلفن‌های همراه در هرزمان و هر منطقه، که تبدیل به رویه شده‌است، فیلترینگ گسترده سایت‌های خبری داخلی و خارجی، بازداشت خبرنگاران و روزنامه‌نگارانی که به وظیفه اطلاع‌رسانی‌شان عمل می‌کردند با کدام مجوز قانونی صورت می‌گیرد؟ تنها نتیجه این نوع مدیریت اطلاع‌رسانی، سوق دادن مردم به سمت شبکه‌ها و منابع غیرقابل اطمینان بوده‌است. آیا این اقدامات در جهت حفظ امنیت ملی ماست؟ ۲- از همه مهم‌تر آن که اعلام کرده‌اند روزنامه‌ها باید قبل از چاپ به نظر مأمورین دولتی برسد و بدون کنترل منتشر نشود. این اقدام غیرقانونی دولت، بعد از پیروزی انقلاب اسلامی تاکنون سابقه نداشته‌است و حتی در دوران جنگ نیز چنین فشاری بر مطبوعات وجود نداشت.
دولت پیش از این تمام دفاتر رسانه‌های خارجی در ایران را ملزم به عدم انتشار هر گونه خبری دربارهٔ اعتراضات ایران کرده بود.

### پذیرفتن مجروحان در سفارت ایتالیا
ایتالیا: سفارت ما در تهران به مجروحان اعتراض‌ها پناه می‌دهد.
خبرگزاری رویترز بنقل از سخنگوی وزارت خارجه ایتالیا می‌گوید که این وزارت خانه به سفارت خود در تهران دستور داده‌است تا درهای خود را بر روی مجروحان اعتراض‌های اخیر بگشاید اما سفارت ایتالیا درخواست پناهندگی تمام مجروحین این درگیری‌ها را رد کرد.
طبق گفته شاهدین یکی از افرادی که در درگیری‌ها مجروح نشده بود به سفارت ایتالیا پناه برد ولی به این فرد پناه داده نشد زیرا وی مجروح نبود.
|تاریخ=۱ تیر ۱۳۸۸

## رخدادهای ۲ تیر

### ادامه بازداشت‌ها
سید علیرضا بهشتی شیرازی سردبیر روزنامه کلمه سبز به همراه فرزندش سید صدرا بهشتی شیرازی و ۲۵ روزنامه‌نگار و کارمند این روزنامه بازداشت شدند. برخی رسانه‌ها وی را فرزند سید محمد حسینی بهشتی معرفی کردند. این درحالی است که سید علیرضا حسینی بهشتی، فرزند سید سید محمد حسینی بهشتی، مشاور موسوی و مدیر مسئول روزنامهٔ کلمهٔ سبز است.
روزنامه واشینگتن تایمز نیز اعلام کرد که جیسون فودن خبرنگار یونانی‌تبار این روزنامه در ایران سه روز است که بازداشت شده. دولت ایران تمام خبرنگاران خارجی را از پوشش دادن اخبار اعتراضات مردم منع کرده بود. فودن دو هفته بعد آزاد شد.

### اعتصاب عمومی در کردستان
اعتصاب یکی از روش‌های پیشنهادی معترضان در برابر سرکوب صورت‌گرفته بود. اولین نمونه اعتصابات در کردستان آغاز شد.
اما طبق گزارش رادیو زمانه، این اقدام که از سه‌شنبه دوم تیرماه آغاز شده بود چندان از اقبال بالایی بین کردها برخوردار نبوده‌است. اخبار و گزارش‌هایی که به «سازمان دفاع از حقوق بشر کردستان» رسیده، مبنی بر این است که در برخی از شهرهای کردنشین مثل سقز، مهاباد، سنندج، کامیاران، اشنویه، نقده و بخش‌هایی در ایلام و کرمانشاه از این مسئله استقبال شده‌است. اما در دیگر شهرهای مناطق کردنشین مثل قروه و بیجار یا دیگر شهرها استقبال چندانی از این مسئله صورت نگرفته‌است.

### واکنش دبیرکل سازمان ملل و اخراج دیپلمات‌های ایران
در پی اخراج دو دیپلمات انگلیسی از ایران، آن کشور نیز دو دیپلمات ایرانی را اخراج کرد. همچنین بان کی مون دبیرکل سازمان ملل خواستار توقف خشونت و تهدید علیه مردم شد.

### نامهٔ کروبی به رئیس سازمان صدا و سیمای ایران
مهدی کروبی در نامه‌ای به رئیس سازمان صدا و سیمای ایران از پوشش خبری اعتراضات اخیر در رادیو و تلویزیون انتقاد کرده و گفته که «ضرب و شتم و کشتار مردم بی گناه که غالباً توسط نیروهای لباس شخصی انجام می‌شود» در صدا و سیما انعکاس وارونه یافته، حمله به کوی دانشگاه توسط لباس شخصی‌ها به ناحق به انبوه جمعیت معترض نسبت داده شده، آتش‌سوزی‌ها و آتش‌زدن مساجد و تخریب اموال ملت که غالباً از سوی لباس شخصی‌هاست (و البته ممکن است بعضاً تعدادی عناصر نفوذی هم سوءاستفاده کنند) به ناحق به معترضین نسبت داده شده‌است. کروبی همچنین حامیان دولت احمدی‌نژاد را مروج اسلام متحجر و طالبانی و تفکر نشئت‌گرفته از مکتب آقای مصباح یزدی دانسته که نقطهٔ مقابل تفکر روح‌الله خمینی قرار دارند.

### تمدید زمان رسیدگی به شکایات انتخاباتی
علی خامنه‌ای، رهبر ایران با درخواست احمد جنتی، دبیر شورای نگهبان قانون اساسی برای تمدید مدت زمان رسیدگی به شکایات انتخابات به مدت پنج روز دیگر موافقت کرده‌است.

### پیشنهاد تحریم سیاسی ایران
شیرین عبادی خواهان تحریم سیاسی ایران توسط کشورهای اروپایی شد. عبادی با تحریم‌های اقتصادی مخالف است، زیرا به گفتهٔ او «این باعث می‌شود که مردم صدمه بخورند و حکومت ضعیف نمی‌شود.»

### پاسخ وزارت کشور به نامهٔ اعتراضی موسوی
در واکنش به نامه اعتراضی موسوی به شورای نگهبان، وزارت کشور پاسخی به اعتراضات موسوی در مورد «پلمپ صندوق‌ها»، «حضور نمایندگان نامزدها»، «صندوق‌های سیار»، «تعرفه‌ها»، «محدود کردن زمان رأی‌گیری»، «انتقال صندوق‌ها به فرمانداری» و «آرایش سبد آرا» داده‌است. وزارت کشور نامهٔ موسوی را «حاوی تناقضات آشکار»، «عمدتاً حاوی موارد کلی» و «فاقد مستندات عینی و حقوقی» دانسته‌است.

### اعلام آرا به تفکیک صندوق‌های رأی‌گیری
وزارت کشور اعلام کرد جهت تنویر افکار عموم و برای اولین بار در سی سال گذشته آرا را به تفکیک شعب اخذ رأی منتشر می‌کند.

### انصراف محسن رضایی از پی‌گیری شکایت در شورای نگهبان
محسن رضایی در نامه‌ای به دبیر شورای نگهبان نوشت: «از آنجا که وضعیت سیاسی-امنیتی و اجتماعی کشور، وارد شرایط حساس و تعیین‌کننده‌ای شده که از نتایج انتخابات مهم‌تر می‌باشد، لذا وظیفه می‌دانم خود و دیگران را به کنترل وضعیت فعلی ترغیب نمایم و… انصراف خود را از پی‌گیری شکایت‌های مطرح شده اعلام می‌دارم.» در واکنش به اظهارات سخنگوی شورای نگهبان که گفته بود آرای آقای رضایی در بازشماری «کاهش هم داشته‌است»، علی احمدی نمایندهٔ رضایی در شورای نگهبان، اعضای این شورا را به اخلال و عدم همکاری در بازشماری آرا و خلاف‌گویی متهم کرد و گفت حق پیگیری و شکایت در مراجع قضایی و قانونی را برای خود محفوظ می‌دانیم. در چهار تیر محسن رضایی اعلام کرد که تنها از شکایت شخصیش گذشته و همچنان پیگیر شکایت‌های مردم است.

## رخدادهای ۳ تیر

### تجمع معترضان در میدان بهارستان
در این روز تعدادی از معترضان به مقابل مجلس شورای اسلامی آمدند. حوالی ساعت چهار بعدازظهر، نیروهای نظامی و شبه‌نظامی مستقر در میدان بهارستان برای متفرق کردن معترضان از گاز اشک‌آور و تیراندازی هوایی استفاده کردند. تعداد معترضان چند صد نفر برآورد می‌شود.

### دستگیری ۷۰ نفر از اساتید دانشگاه
به گفتهٔ سایت کلمه، ۷۰ نفر از اساتید عضو انجمن اسلامی مدرسان دانشگاه‌های کشور از جمله قربان بهزادیان نژاد رئیس ستاد میرحسین موسوی، پس از دیدار با او دستگیر و به مکان نامعلومی منتقل شده‌اند. ۶۶ نفر از آن‌ها روز بعد آزاد شدند.
دو روز بعد اعضای این انجمن در نامه‌ای به مراجع تقلید و علمای مذهبی از آنان دادخواهی کردند و با ذکر این نکته که اسلام در خطر قرار گرفته خواستار انجام وظیفه شرعی امر به معروف و نهی از منکر شدند. در پایان این نامه آمده‌است: «آیات عظام و علمای اعلام، ما از سر اضطرار، فریاد امام خمینی رهبر کبیر انقلاب اسلامی را به یاد شما می‌آوریم که فرمود: "... ای علمای ایران، ای مراجع اسلام … ای فضلا، ای طلاب، … ای آقایان، من اعلام خطر می‌کنم …، ای علمای قم به داد اسلام برسید…"».

### اتهام ارتباط معترضان با سازمان‌های خارجی
بگفته صادق محصولی، وزیر کشور، «بسیاری از افراد اغتشاشگر با آمریکا، سازمان سیا و منافقین در ارتباط هستند و از منافع پولی آن‌ها تغذیه می‌شوند.» همچنین غلامحسین محسنی اژه‌ای، وزیر اطلاعات، نیز گفت بسیاری از معترضان از حمایت مالی آمریکا، سازمان سیا و سازمان مجاهدین خلق برخوردارند. در مقابل اصغر جهانگیر رئیس حفاظت اطلاعات قوه قضاییه گفت که این اغتشاشات لایه ریشه‌داری ندارد.

## رخدادهای ۴ تیر

### بیانیه شماره هشت موسوی: از خون شهید نمی‌گذرم
میرحسین موسوی رسانه‌های حکومتی ایران را به وارونه جلوه دادن واقعیت‌ها در مورد اعتراضات اخیر به نتیجه انتخابات متهم کرده و از هوادارانش خواست به اعتراض خود «در چارچوب قانون» و با «پرهیز از ایجاد تنش» ادامه دهند.
طی روزهای اخیر صدا و سیما، خبرگزاریهای دولتی، برخی روزنامه‌های دولتی و سایتهای اینترنتی وابسته به دولت و روزنامه کیهان، بخش عمده‌ای از فضای خود را به وارونه جلوه دادن آنچه قبل، حین و پس از برگزاری دهمین انتخابات ریاست جمهوری ایران رخ داد، اختصاص داده‌اند. آن‌ها با استفاده از امکاناتی که متعلق به شماست، نه تنها به پنهان ساختن تخلفات و حوادث دلخراشی که در ایام اخیر اتفاق افتاد می‌پردازند بلکه مسئولان مستقیم و غیرمستقیم آن را کسی معرفی می‌کنند که تنها شما را در مسیر احقاق حقی که داشته‌اید همراهی کرده‌است. واقعیتی که آنان بیهوده تلاش می‌کنند نادیده انگارند آن است که در این انتخابات تقلبی بزرگ اتفاق افتاده و پس از آن، معترضان به این وضعیت به گونه‌ای غیرانسانی مورد هجوم قرار گرفته و کشته، زخمی یا بازداشت شده‌اند.

درادامهٔ این بیانیه آمده‌است: «حاضر نیستم به خاطر مصالح شخصی و هراس از این گونه تهدیدها از ایستادگی در سایه شجره سبز استیفای حقوق ملت ایران که امروز به خون به ناحق ریخته شده جوانان این کشور آبیاری شده‌است، لحظه‌ای صرف نظر نمایم».

### پیام منتظری
حسینعلی منتظری در پیامی پیرامون سرکوب اعتراضات مردم گفت که از نحوه رفتار مسئولین با مردم احساس شرم می‌کند: «قرار دادن نیروهای نظامی و انتظامی و مأموران لباس شخصیِ چماق بدست در مقابل مردم و بخاک و خون کشیدن آن‌ها سیاستی غلط و ناجوانمردانه‌است…» وی کشته شدگان اعتراضات مردمی را شهید دانست.

### حمله به منازل مسکونی
پلیس به منازل مسکونی که ساکنان آن شبانه الله اکبر می‌گفتند هجوم برد و همچنین جمع‌آوری دیش‌های ماهواره ادامه یافت. پیش از این ادعاهایی دربارهٔ پخش پارازیت گسترده بر روی برنامه‌های تلویزیون‌های ماهواره‌ای توسط حکومت مطرح شد که هیچ وقت اثبات نشد.

## رخدادهای ۵ تیر

### رد هرگونه تقلب در انتخابات از سوی شورای نگهبان
عباسعلی کدخدایی سخنگوی شورای نگهبان با بیان اینکه تمامی گزارش‌ها و شکایات کاندیداهای معترض، بررسی شده‌است، از انتشار گزارش جامع شورای نگهبان، در پایان مهلت رسیدگی به شکایات خبر داد. او در عین حال گفت: بر اساس بررسی‌های انجام شده در ده روز گذشته، بجز تخلف‌های کوچکی که عموماً در هر دوره از انتخابات دیده می‌شود، هیچگونه تخلف عمده‌ای مشاهده نشده‌است و ما به یک انحراف عمده در انتخابات ریاست‌جمهوری نرسیده‌ایم. وی تأکید کرد: هیچ‌یک از ادوار انتخابات ریاست‌جمهوری تاکنون دچار انحراف یا تقلب عمده نشده‌اند، خصوصاً انتخابات اخیر که از جمله سالم‌ترین انتخابات در طول دوران گذشته بوده‌است. وی خاطرنشان کرد: به ضرس قاطع می‌توان گفت که هیچگونه تقلبی در این انتخابات شکل نگرفته‌است.

### هیئت ویژه شورای نگهبان برای رسیدگی به شکایات
شورای نگهبان هیئت ویژه‌ای را برای رسیدگی به شکایات نامزدها تشکیل داد. اعضای این هیئت؛ علی‌اکبر ولایتی، غلامعلی حداد عادل، گودرز افتخار جهرمی، قربانعلی دری نجف آبادی، محمدحسین ابوترابی فرد و محمدحسن رحیمیان هستند. محسن رضایی اعلام کرد که نماینده خود را مشروط به حضور نماینده دو نامزد دیگر در آن شرکت می‌دهد. مهدی کروبی نیز دو شرط برای همکاری با این هیئت گذاشته‌است؛ تغییر دو عضو غیر بی‌طرف هیئت و رسیدگی به تمام موارد شکایت‌ها.
اما میرحسین موسوی در نامه‌ای به شورای نگهبان نوشت: «... از آنجا که بنابر اعلام شورای نگهبان بخشی از تخلفات صورت گرفته در انتخابات دهم ریاست جمهوری بیرون از دایرهٔ صلاحیت بررسی آن شورا است و نیز بخش‌هایی از اعتراضات قانونی علاوه بر شخص وزیر کشور و عوامل و مجریان آن وزارت‌خانه متوجه نحوهٔ عملکرد تعدادی از اعضای خود شورای نگهبان و تخطّی آن‌ها از ضوابط قانونی و نقض بیطرفی است، رسیدن به یک داوری منصفانه در این مورد اساساً نمی‌تواند در حیطه شورای نگهبان و به طریق اولی در حیطه هیئتی باشد که منتخب این شوراست…» و پیشنهاد تشکیل یک هیئت حکمیت ملی مورد اتفاق نامزدها و مراجع تقلید را داد.

### دومین نماز جمعه
سید احمد خاتمی عضو هیئت رئیسهٔ مجلس خبرگان و امام جمعه موقت تهران خواستار مجازات اعدام برای رهبران تظاهرات اخیر در ایران شد. وی از قوهٔ قضائیه خواست تا به شدت علیه رهبران تظاهرات غیرقانونی ایستادگی کند و برای آن‌ها بدون هیچ‌گونه دلسوزی حکم اعدام صادر کند. او گفت: «کسی که دستور ولی فقیه را نشنیده بگیرد، دستور امام معصوم را زیر پا گذاشته‌است و مخالفت با دستور امام معصوم، مخالفت با دستور خداست»

### تداوم درگیری در تهران
در ادامهٔ برخورد پلیس و سپاه با معترضین عده‌ای زخمی و تعدادی دستگیر شدند.

## رخدادهای ۶ تیر

### انتقاد اردبیلی از برخورد خشن با معترضان
عبدالکریم موسوی اردبیلی، از مراجع تقلید، در دیدار با بعضی اعضای شورای نگهبان از خاموش‌کردن اعتراضات با قوهٔ قهریه انتقاد کرد.

## رخدادهای ۷ تیر

### اجتماع هواداران موسوی در مسجد قبا
به دعوت خانواده سید محمد بهشتی و سایت‌های طرفدار میرحسین موسوی و به مناسبت سالگرد انفجار دفتر حزب جمهوری اسلامی، حدود سه‌هزار نفر از هواداران وی در مسجد قبا تجمع کردند. دولت این مراسم را غیرقانونی اعلام کرده و نیروهای نظامی و انتظامی و لباس شخصی با حضور بسیار گسترده و استفاده از گاز اشک‌آور و باتون مردم را متفرق کردند. موسوی امکان حضور در این تجمع را نیافت اما با استفاده از موبایل از حاضران تشکر کرد. مهدی کروبی و مصطفی ملکیان از حاضران در این مراسم بودند. علیرضا بهشتی فرزند آیت‌الله بهشتی که در زمره حامیان و مشاوران موسوی است در این مراسم سخنرانی کرد.

### نامه اتمام حجت کروبی با شورای نگهبان
کروبی با انتشار نامه‌ای خطاب به شورای نگهبان خواستار انتقال مسئولیت تأیید انتخابات به رهبر شد. وی بار دیگر بر ابطال انتخابات تأکید کرد. وی به موضوع تأیید انتخابات مجلس سوم توسط روح‌الله خمینی اشاره کرده‌است.

### دستگیری کارکنان سفارت بریتانیا
۸ کارمند ایرانی سفارت بریتانیا در تهران بازداشت شدند. اتحادیه اروپا جمهوری اسلامی ایران را به دادن «پاسخی محکم و جمعی» در صورت آزار و ارعاب دیپلمات‌ها در تهران تهدید کرد.

### تهدید دولت به غیرقانونی اعلام کردن احزاب رقیب
وزارت کشور دولت احمدی‌نژاد تهدید کرد که مجوز فعالیت سه حزب عمده منتقد دولت مجمع روحانیون مبارز، جبهه مشارکت ایران اسلامی و سازمان مجاهدین انقلاب اسلامی ایران را لغو خواهد کرد. تعداد زیادی از رهبران هر سه حزب بلافاصله پس از انتخابات بدون اعلام جرم، بازداشت شدند. هر سه حزب از حامیان موسوی هستند.

## رخدادهای ۸ تیر

### تأیید «صحت» انتخابات توسط شورای نگهبان
احمد جنتی، دبیر شورای نگهبان، روز دوشنبه در نامه‌ای به وزیر کشور جمهوری اسلامی ایران، اعلام کرد که صحت دهمین دوره انتخابات ریاست جمهوری تأیید می‌شود.
دبیر شورای نگهبان در این نامه که از رادیو و تلویزیون دولتی ایران خوانده شد با اشاره به شکایات از روند برگزاری انتخابات گفته‌است که این اعتراض‌ها و شکایات وارد نبوده‌است.

در این نامه آمده‌است:
از آنجا که بخش عمده‌ای از موارد اعلامی از مصادیق تخلف یا تقلب انتخاباتی خارج و بعضاً تخلفات مختصری که وقوع آن در اغلب انتخابات مشهود و غیرقابل اعتناست، سرانجام شورای نگهبان با بررسی موضوع در جلسات عدیده و با وارد ندانستن شکایات و اعتراضات، صحت انتخابات دهمین دوره ریاست جمهوری را طبق ماده ۷۹ قانون انتخابات ریاست جمهوری مورد تأیید قرار داد.

### دستگیری‌ها
دکتر مهدی خزعلی، فرزند آیت‌الله ابوالقاسم خزعلی که پزشکی غیر روحانی است، توسط دادگاه ویژه روحانیت احضار و زندانی گردید.

## رخدادهای ۹ تیر

### واکنش‌ها به تأیید رسمی انتخابات

#### دولت
محمود احمدی‌نژاد پس از تأیید رسمی نتایج انتخابات توسط شورای نگهبان، گفت که «دشمنان علی‌رغم توطئه‌هایی که جهت براندازی نرم طراحی کرده بودند، شکست خورده و به اهدافشان نرسیدند.» محمد مهدی زاهدی، وزیر علوم تحقیقات و فناوری، گفت که در این انتخابات «پروژه آمریکایی فشار از بیرون، تغییر از درون با سازماندهی خبرنگاران» طراحی شده بود.

#### مهدی کروبی
مهدی کروبی در نامه‌ای خطاب به مردم ضمن اعتراض به نتیجه انتخابات تأکید کرده‌است که دولت جدید را دارای مشروعیت و مقبولیت نمی‌داند. او همچنین پرسیده: «این چه انقلاب مخملی است که رهبران آن دو تن از زنده‌ترین و با سابقه‌ترین یاران امامند و مورد تأیید شورای نگهبان و رهبری برای حضور در انتخابات و حداقل ۱۵ میلیون نفر (بر اساس شمارش خود طرف) به آن‌ها رای داده‌اند؟»

#### سازمان مجاهدین انقلاب اسلامی ایران
بگفته سازمان مجاهدین انقلاب اسلامی ایران، «دولت برآمده از انتخاباتی که ملت صحت آن را نپذیرفته و بر ابطال آن پای می‌فشارد، فاقد مشروعیت و وجاهت قانونی است» و «با استفاده از تمام ظرفیت‌های قانونی به مبارزه قانونی و مسالمت‌آمیز علیه دولت غیرقانونی پرداخته، تمام مساعی خود را برای بازگرداندن جمهوریت که ضامن اسلامیت نظام نیز هست، به کار بندد».

#### مجمع روحانیون مبارز
بگفته مجمع روحانیون مبارز، «ضمن محفوظ نگاه داشتن حق اعتراض (به نتیجه اعلام شده انتخابات) معتقدیم که مردم بزرگوار نباید بیش از این هزینه بپردازند و معتقدیم هیجانات فزاینده و اعتراضات خیابانی راه کار نیست» و از مسئولان خواسته‌است «زمینه عبور از فضای زشت امنیتی و نظامی را فراهم آورند، زندانیان را آزاد کنند و از تبلیغات یکجانبه و تحریک‌آمیز و تحریف‌کننده دست بردارند، حق بیان و اعتراض مدنی را به رسمیت بشناسند و نسبت به خون به ناحق ریخته شهیدان و جانباختگان و استمالت از خانواده‌های آنان اقدام کنند».

#### جبهه مشارکت ایران اسلامی
جبهه مشارکت ایران اسلامی دولت محمود احمدی‌نژاد را به کودتا متهم کرد: «این اولین بار است که کودتاگران علیه جمهوریت نظام، با بدترین و خشن‌ترین شیوه‌ها مهم‌ترین رکن جمهوریت یعنی ریاست جمهوری را هدف قرار می‌دهند، مقامی که اگر برآمده از آرای واقعی ملت نباشد می‌تواند سرآغاز استبدادی بزرگ باشد و آنچه در سال‌های قبل گوشه‌هایی از آن را نشان داده بودند، ناچیز و بی‌مقدار جلوه می‌کند.»

#### طاهری اصفهانی
سید جلال‌الدین طاهری اصفهانی امام جمعه و نماینده ولی فقیه سابق اصفهان، گفته «همصدا با اکثریت مردمِ رای باخته، این انتخابات را مخدوش و آن را باطل و تصدی مجدد رئیس دولت را برای دور بعد نامشروع و غاصبانه» می‌داند.

### اتهام تشویش اذهان عمومی به امیدوار رضایی
کمیته اطلاع‌رسانی ستاد انتخابات کشور امیدوار رضایی، برادر محسن رضایی، را به تشویش اذهان عمومی، کلی گویی و اتهام زنی بی‌مورد متهم کرده و گفته «حق شکایت و پیگیری حقوقی از طریق مراجع قضایی برای تمامی دستگاه‌های دست اندرکار انتخابات در این خصوص محفوظ می‌ماند.»

## رخدادهای ۱۰ تیر

### انتشار گزارش هیئت ویژه منتخب شورای نگهبان
هیئت ویژه منتخب شورای نگهبان گزارشی منتشر کرده که به توضیحاتی در مورد بررسی روند انتخابات و بازشماری صندوقهای رأی پرداخته‌است.

### جلوگیری از انتشار روزنامه اعتماد ملی به مدت یک روز
بگفته سهام نیوز، پایگاه اطلاع‌رسانی حزب آقای کروبی، نمایندگان دادستان تهران و وزارت ارشاد از انتشار روزنامه اعتماد ملی (وابسته به مهدی کروبی) جلوگیری کرده و خواستار سانسور بیانیه مهدی کروبی شدند در روزنامه شدند. به دلیل پافشاری آقای کروبی، از چاپ این روزنامه در روز چهارشنبه ۱۰ تیر جلوگیری به عمل آمد.

### استقبال سازمان کنفرانس اسلامی از نتایج انتخابات
سازمان کنفرانس اسلامی ضمن استقبال از نتایج انتخابات ایران، مداخله خارجی در امور ایران را محکوم کرد.

### بیانیه خاتمی: ادامه فضای مسموم به معنای کودتا مخملین علیه مردم
سیدمحمد خاتمی رئیس‌جمهور سابق در بیانیه جدید خود گفت: «اگر این فضای مسموم تبلیغاتی و امنیتی ادامه پیدا کند با توجه به آنچه انجام گرفت و یک طرفه اعلام شد باید بگوییم کودتای مخملین علیه مردم و جمهوریت نظام صورت گرفته‌است»
وی همچنین در دیدار با خانواده‌های تعدادی از افراد بازداشت شده پس از اعلام نتایج انتخابات از به کار بردن تعبیر انقلاب رنگی توسط محمود احمدی‌نژاد دربارهٔ اعتراض‌های مردمی انتقاد کرد. وی گفت:
اعتراض مردم سرکوب شده، کسانی که باید مدافع حقوق مردم باشند آن‌ها را تحقیر می‌کنند و در فضایی تبلیغاتی که مدام از آن سم به جامعه تزریق می‌شود حرکت مترقی و آرام مردم به اغتشاش و انقلاب رنگی با منشأ بیگانه تعبیر می‌شود و چهره‌هایی که همگی سابقه‌ای روشن دارند هدف پروژه نخ نمای تواب‌سازی و گرفتن اعترافات بی‌اساس و نمایشهای تلویزیونی قرار می‌گیرند و آنگاه دم از آشتی ملی و فضای آرام زده می‌شود.

### بیانیه نهم موسوی: مسئولیت تاریخی ماست که به اعتراضات ادامه دهیم
میرحسین موسوی در واکنش به تأیید صحت این انتخابات توسط شورای نگهبان ضمن رد کنار کشیدن از اعتراض و دفاع از حق مردم گفت که «از این پس دولتی خواهیم داشت که از نظر ارتباط با ملت در ناگوارترین شرایط به سر می‌برد و اکثریتی از جامعه، که اینجانب نیز یکی از آن‌ها هستم، مشروعیت سیاسی آن را نمی‌پذیرند… اینجانب نیز به این جمع می‌پیوندم. این گروه اجرای اصول معطل مانده قانون اساسی را در دستور کار خود خواهد داشت و علاوه بر آن در این مرحله مطالبات زیر را دنبال خواهد کرد:
- توقف برخوردهای امنیتی، فوق امنیتی و نظامی با مسائل انتخاباتی و بازگشت کشور به فضای طبیعی سیاسی
- اصلاح قانون انتخابات به نحوی که امکان تکرار تقلبات گسترده را از بین ببرد و بی‌طرفی نهادهای مجری و ناظر را تضمین کند
- رعایت اصل ۲۷ قانون اساسی در مورد آزادی تجمعات
- آزادی مطبوعات و رفع توقیف از آنها
- فعالیت مجدد سایت‌های خبری مستقل
- ممنوعیت مداخلات غیرقانونی دولت در فضای ارتباطی، نظیر اینترنت، پیام‌های کوتاه، و جلوگیری از قطع ارتباطات تلفنی و شنود مکالمات مردم و هر گونه تجسس دیگر»

## رخدادهای ۱۱ تیر

### نامه نخبگان: نگران وضع کشور و مردم هستیم
حدود یکصد و هشتاد تن از استادان دانشگاه، متخصصان، هنرمندان و دانشجویان تحصیلات تکمیلی با ارائه فهرستی از نگرانی‌های نخبگان دربارهٔ وضع ایران، نسبت به از بین رفتن وفاق ملی در این کشور ابراز نگرانی کرده و چند پیشنهاد را برای خروج از وضع کنونی عرضه کرده‌اند.

### ادامه دستگیری‌ها
هفت نفر در قزوین بازداشت شدند. مدیرکل اطلاعات استان قزوین آن‌ها را «عناصر وابسته به گروهک ضدانقلاب نامید که در اغتشاشات اخیر شهرهای قزوین و تهران شرکت داشته و ضمن تحریک اراذل و اوباش، به ایجاد ناامنی و آشوب دست می‌زدند.»

## رخدادهای ۱۲ تیر

### بیانیه صانعی
یوسف صانعی از مراجع تقلید، در بیانیه‌ای بیان کرده: «در روزهای گذشته همگان شاهد حمله به دانشگاه‌ها و خوابگاه دانشجویان و ضرب و جرح، قتل و به زندان افکندن عده زیادی از فرزندان این مرز و بوم بوده‌ایم تا جایی که در آمار رسمی خبر از کشته شدن حدود بیست نفر و زندانی شدن بیش از هزار نفر داده شده‌است و همچنین شاهد پخش اعترافات برخی از زندانیان در رسانه‌های انحصاری بوده‌ایم که بر همه واضح است این اعترافات حداقل به علت زندانی بودن متهمین و شرایط خاص آن‌ها از نظر شرعی، قانونی و عقلائی هیچ گونه ارزشی نداشته و ندارد. لکن نباید این‌گونه ظلمها، آزار و اذیت‌ها، ترفندها، مکرها؛ دروغها و … موجب یأس و ناامیدی در راه احقاق حق شرعی و قانونی و حاکمیت مردم بر سرنوشتشان گردد؛ چون علاوه از آنکه ناامیدی از رحمت خداوند خود از معاصی و گناهان کبیره است؛ خلاف وعده نصر و پیروزی قرآن به مسلمانان نیز می‌باشد که «أَلاَ إِنَّ نَصْرَ اللهِ قَرِیبٌ».... به تمام نیروهایی که باید حافظ نظم و جان و مال و ناموس مردم باشند تذکر می‌دهم که هیچ فرمان و دستوری نمی‌تواند مجوّز و عذری برای تجاوز به حقوق مردم ـ که حرام و معصیت و ذنب لایغفر است ـ گردد که لاطاعة لمخلوق فی معصیة الخالق چه رسد به آنکه موجب ضرب و جرح یا قتل گردد که مستوجب خذلان دنیوی و عذاب اخروی است.».

### خطبه‌های احمد جنتی در نماز جمعه
هاشمی رفسنجانی برای دومین هفته متوالی از اقامه نماز جمعه خودداری کرد و نماز جمعه تهران به امامت احمد جنتی برگزار شد. جنتی از سلامت انتخابات دفاع کرد، هدف معترضان را انقلاب مخملی دانست و از پخش تلویزیونی احتمالی اعترافات دستگیرشدگان خبر داد و گفت: «عده‌ای دستگیر شدند و اعترافات این‌ها دارد کم‌کم گرفته می‌شود و هر بخشی که مصلحت باشد باید به اطلاع مردم برسد»

## رخدادهای ۱۳ تیر

### بیانیهٔمجمع مدرسینو محققینحوزهٔ علمیه قم
چهارمین بیانیه مجمع مدرسین و محققین حوزهٔ علمیهٔ قم در اعتراض به تأیید دهمین انتخابات ریاست جمهوری از سوی شورای نگهبان، صادر شد. این بیانیه دولت برآمده از «تخلف‌های گسترده» انتخاباتی در ایران را «نامشروع» اعلام کرد. این مجمع در بیانیه خود به صراحت اعلام کرد که در دهمین دوره انتخابات ریاست جمهوری ایران، حق میرحسین موسوی و مهدی کروبی، «ضایع» شد و از مراجع تقلید و روحانیون بلندپایه خواست که در خصوص این «مصیبت بزرگ» سکوت نکنند.

## رخدادهای ۱۴ تیر

### دستور رئیس قوه قضاییه برای برخورد با رسانه‌های مخالف
محمود هاشمی شاهرودی، رئیس قوه قضاییهٔ ایران، در بخشنامهای از کلیهٔ واحدهای قضایی کشور خواست تا با توسعه کمی و کیفی شبکه‌های ماهواره‌ای و سایت‌های اینترنتی «مخالف نظام» برخورد کنند. بر اساس این بخشنامه شعبی از دادسرا و دادگاه‌های کیفری مرکز هر استان با همکاری کارشناسان و مسئولان امنیتی به بررسی این پرونده‌ها اختصاص خواهند یافت.

## اعدام چندین نفر
هفته دوم تیر ماه بیش از ۲۰ تن در زندان‌های مختلف اعدام شدند. گرچه منابع دولتی جرم این افراد را مواد مخدر و … ذکر کردند اما منابع حقوق بشر هدف از این اعدام گسترده را ایجاد وحشت در میان معترضان می‌دانند. اعدام در شرایطی صورت گرفت که صدها تن از فعالان سیاسی و روزنامه‌نگاران همچنان به اتهام اقدام علیه امنیت ملی در زندان به سر می‌برند. منابع حقوق بشر همچنین گفتند که ناصر خیرالهی نیز در میان اعدام شدگان قرار دارد.

## رخدادهای ۱۵ تیر

### قطع مجدد سرویس‌های مخابرات در ایران
در حالی که شبکهٔ پیامک کشور پس از قطعی حدوداً ۲۰ روزهٔ خود، تنها ۵ روز وصل بود، باز هم در عصر روز ۱۵ تیر در کل کشور قطع شد. برپایهٔ برخی گمانه‌ها این موضوع با در پیش بودن سالروز ۱۸ تیر در ارتباط است. در حالی که سرویس‌هایی چون SMS، GPRS، MMS قطع بودند، ۱۱۸ تهران نیز از سرویس‌دهی خارج شد.

### سخنرانی علی خامنه‌ای
علی خامنه‌ای گفت «این که عده‌ای نامزد مورد نظرشان رای نیاورد و احساس افسردگی و ناراحتی کنند طبیعی است و معنای این مسئله اغتشاش‌گری نیست.» او با درون‌خانوادگی دانستن رقابت‌های انتخاباتی گفت «گاهی ممکن است این رقابت داخل خانواده به عصبانیت هم کشیده شود.»
او با انتقاد از رسانه‌های غربی از معرفی مردم ایران به عنوان اغتشاشگر، این عمل آن‌ها را اهانت به مردم ایران دانست. این درحالی بود که در طول سه هفتهٔ پیش از آن، رسانه‌ها و مقامات رسمی دولت ایران، معترضان را «اغتشاشگر» نامیده بودند. او اغتشاش‌گران را آن «عدهٔ معدودی» دانست که «از بودجه تصویب‌شدهٔ برخی دولت‌های غربی استفاده می‌کنند.»
او گفت «اما مبادا دشمن را با دوست اشتباه بگیریم و دوست را بخاطر یک خطا، دشمن به حساب بیاوریم.» او با تأکید بر اینکه آنچه بعد از پایان فتنه و گرد و غبارهای ناشی از آن باقی می‌ماند، متن و اصل قضیه‌است، خاطرنشان کرد که حقیقت اصیل و ماندگار، همان انتخابات پرشکوه با حضور ۴۰ میلیونی و «ابراز اعتماد» به نظام اسلامی بعد از گذشت سی سال، و «انتخاب یک رئیس‌جمهور» با بیش از ۲۴ میلیون رأی است.

### اخراج صداوسیما از نشست بین‌المللی
اتحادیهٔ رادیو و تلویزیون‌های اروپا در اعتراض به برخوردی که حکومت ایران با خبرنگاران خارجی انجام داد (دستگیری چند تن، اخراج برخی دیگر و ممنوع کردن پوشش دادن اعتراضات) صدا و سیمای جمهوری اسلامی ایران را از نشست خود در دانمارک حذف کرد.

## رخدادهای ۱۶ تیر

### تعطیلی استان تهران
در پی جلسه‌ای که روز دوشنبه تشکیل شد، مراکز دولتی و آموزشی استان تهران در روز سه‌شنبه ۱۶ تیر، به دلیل وجود گرد و غبار در هوا، تعطیل اعلام شدند. محمدرضا تابش، دبیرکل فراکسیون خط امام مجلس شورای اسلامی در اینباره گفت: «نوعی بی‌اعتمادی به حاکمیت ایجاد شده که به واسطه آن مردم تعطیلات متأثر از شرایط بد آب و هوا را به انتخابات و مسایل پس از آن مرتبط می‌کنند.» روزنامه اعتماد نیز با تیتری دوپهلو نوشت: «خس و خاشاکِ هوا، استان تهران را به تعطیلی کشاند!» پیش‌تر محمود احمدی‌نژاد معترضان به نتایج انتخابات را «خس و خاشاک» نامیده بود.

### تداوم دستگیری‌ها
در ادامه دستگیری‌ها فیض الله عرب سرخی عضو شورای مرکزی مجاهدین انقلاب و کلوتیلد ریس دانشجوی فرانسوی که به عنوان استادیار در دانشگاه اصفهان تدریس می‌کرد، دستگیر شدند.

### اعتصاب غذای معترضان
تعدادی از معترضان در مقابل دفتر عفو بین‌الملل در لندن دست به اعتصاب غذا زدند.

### اعلام نگرانی عفو بین‌الملل از احتمال شکنجه عیسی سحر خیز
سازمان عفو بین‌الملل با انتشار بیانیه‌ای از احتمال شکنجه عیسی سحرخیز روزنامه‌نگار و فعال سیاسی ابراز نگرانی کرد.

### گزارش فراکسیون اقلیت مجلس
فراکسیون خط امام مجلس در گزارشی پیرامون بازداشت فعالان سیاسی، حادثه کوی دانشگاه، حمله به مجتمع‌های مسکونی اعلام کرد «پس از انتخابات عدالت در پیشگاه مصلحت قربانی شد و اقدامات خلاف قانون و شرع صورت گرفت.» در این گزارش آمده که نیروی انتظامی به دو دلیل لباس شخصی‌هایی را که به کوی دانشگاه حمله کرده‌اند، می‌شناسد؛ دلیل اول اینکه لباس شخصی‌ها، دانشجویان را دستگیر و بیرون کوی به پلیس تحویل می‌دادند و دوم اینکه آن شب متجاوز از صد دانشجو بازداشت شدند، اما حتی یک لباس شخصی در میان آن‌ها نبود.

### خداحافظی مهدی مهدوی‌کیا از تیم ملی فوتبال
مهدی مهدوی کیا، کاپیتان تیم ملی ایران در نامه‌ای به‌طور رسمی از حضور در تیم ملی فوتبال ایران خداحافظی کرد. پیشتر، تصمیم مهدی مهدوی کیا و علی کریمی -دو تن از بازیکنانی که در بازی با کرهٔ جنوبی مچ‌بند سبز بسته بودند- در مورد خداحافظی از تیم ملی، گمانه‌زنی‌ها دربارهٔ فشار دولت بر بازیکنانی را که ظاهراً نسبت به نتایج اعلام شدهٔ انتخابات ریاست جمهوری معترض بودند را تقویت کرد. او خطاب به کسانیکه بازیکنان ملی را «وطن فروش» خوانده‌اند، آورده‌است: «شما با ارائه کدام مدرک و با چه جراتی به خود اجازه می‌دهید در مورد بازیکنان ملی این گونه قضاوت کنید.»

### سخنرانی تلویزیونی محمود احمدی‌نژاد
در حالی که اعتراض به نتایج انتخابات ریاست جمهوری ادامه دارد محمود احمدی‌نژاد سه شنبه شب، خود را «نماد تغییر» در ایران دانست و گفت: «تغییرات در دولت آینده قابل توجه خواهد بود.» او انتخابات ۲۲ خرداد را «سالم‌ترین»، «زیباترین» و «آزادترین» انتخابات جهان توصیف کرد و گفت که این انتخابات، منشأ تحولات بزرگ در منطقه و جهان خواهد شد. او افزود «نه تنها ۱۴ میلیون نفر تغییر می‌خواهند بلکه ۴۰ میلیون نفر طالب تغییرند. من خودم نماد تغییرم.»

## رخدادهای ۱۷ تیر

### تعطیلی استان تهران برای روز دوم
کلیهٔ مراکز دولتی و آموزشی استان تهران در روز چهارشنبه ۱۷ تیر، به دلیل وجود گرد و غبار در هوا، برای روز دوم تعطیل اعلام شدند. البته به باور برخی، تعطیلی این دو روز با دست باز توسط دولت، با نزدیکی سالگرد واقعه ۱۸ تیر و حمله به کوی دانشگاه تهران در ارتباط است.

### نامه برندگان نوبل به دبیرکل سازمان ملل
ده نفر از برندگان جایزه صلح نوبل در نامه‌ای به بان کی مون دبیرکل سازمان ملل خواستار ارسال فوری نماینده‌ای به ایران برای بررسی وضع پرتنش و متلاطم آن شدند.

### سخنرانی محسن مخملباف در پارلمان اروپا
محسن مخملباف، فیلمساز سرشناس ایرانی به دعوت پارلمان اروپا در نشست نمایندگان کشورهای مختلف اروپائی حضور یافت و دربارهٔ آخرین تحولات ایران با آن‌ها گفتگو کرد. او از پارلمان اروپا خواست که به کشورهای عضو اتحادیه اروپا فشار آورد تا از به رسمیت شناختن انتخاب دوباره محمود احمدی‌نژاد به عنوان رئیس‌جمهور ایران خودداری کنند. او در پایان با خواندن بخشی از بیانیهٔ میرحسین موسوی سخنش را به پایان برد. پس از پایان سخنان مخملباف که با استقبال گرم نمایندگان کشورهای اروپائی روبرو شد، در جلسهٔ پرسش و پاسخی که دو ساعت طول کشید، دربارهٔ مسائل ایران بحث و گفتگو صورت گرفت.

### تجمع صدها نفری در محلهٔ سعادت آباد تهران
در شامگاه تاریخ ۱۷ تیرماه، تجمعی «۳۰۰ نفری» در محلهٔ سعادت‌آباد تهران شکل گرفت.

## رخدادهای ۱۸ تیر

### راهپیمایی هزاران معترض در سالگرد هجده تیر
تهران و بسیاری از شهرهای ایران پس از اعلام نتایج انتخابات ریاست جمهوری ایران شاهد اعتراضات گسترده بود. شهرهای مختلف ایران در حالی شاهد حضور گسترده مردم بود، که نیروهای ضد شورش، بسیجی و لباس شخصی از صبح، خیابان‌های مسیر راهپیمایی‌ها را اشغال کرده بودند.
همچنین در شهر تهران، با وجود تلاش نیروهای امنیتی برای ممانعت از برگزاری تجمع معترضان به نتایج انتخابات ریاست جمهوری ایران در سالگرد حادثه ۱۸ تیر، تجمع‌هایی در میدان انقلاب، خیابان انقلاب، خیابان کارگر، بلوار کشاورز، خیابان فلسطین و برخی نقاط دیگر تهران برگزار شد و اخباری دربارهٔ شلیک گاز اشک‌آور به سمت معترضان و تیراندازی هوایی توسط مأموران دولتی منتشر شد.
در دهمین سالگرد حوادث ۱۸ تیر هزاران تن تظاهرکننده با سر دادن شعارهای «مرگ بر دیکتاتور» از مسیرهای مختلف به سمت خیابان انقلاب و دانشگاه تهران حرکت کرده و تجمع‌هایی را برگزار کرده‌اند. نیروهای ضد شورش، بسیجی و لباس شخصی با حمله به تظاهر کنندگان با باتوم و سلاح‌های سرد دیگر به ضرب و شتم آن‌ها پرداخته‌اند و برای جلوگیری از هر گونه تجمع بزرگی، گاز اشک‌آور به سمت در بزرگ دانشگاه تهران شلیک کردند. در برخی مناطق نیز پلیس به تیراندازی هوایی اقدام کرد و تعدادی از معترضان نیز دستگیر شدند.
محسن روح‌الامینی، محمد کامرانی و امیر جوادی‌فر از جمله دستگیرشدگان این روز بودند که پس از بازداشت به بازداشتگاه کهریزک انتقال داده و کشته شدند.

### حملهٔ لباس‌شخصی‌ها به خوابگاه دانشگاه امیرکبیر تهران
نیروهای لباس شخصی در شب ۱۸ تیر، به خوابگاه‌های دانشگاه امیرکبیر حمله کردند. به نوشتهٔ خبرنامهٔ امیرکبیر، این نیروها به سلاح‌های گرم و سرد مجهز بودند و شماری موتورسوار نیز آن‌ها را همراهی می‌نمودند.
در پی این حمله «تعدادی از دانشجویان و نگهبانان خوابگاه گلشن واقع در خیابان به‌آفرین مورد ضرب و شتم قرار گرفتند.» همچنین گفته شده‌است که در جریان این حمله گاز اشک‌آور نیز به کار رفته‌است.

## رخدادهای ۱۹ تیر

### پاسخ منتظری به کدیور
حسینعلی منتظری در پاسخ به پرسش‌های محسن کدیور در مورد رویدادهای اخیر کشور مشروعیت حکومت را زیر سؤال برد و نوشت «چنانچه به زور یا فریب و تقلب بر آن منصب بمانند، مردم باید عدم مشروعیت و مقبولیت آن‌ها را در نزد خود و برکناری آنان از آن منصب را با رعایت مراتب امر به معروف و نهی از منکر و حفظ ترتیب «الاسهل فالاسهل و الانفع فالانفع» و انتخاب مفیدترین و کم هزینه‌ترین راه ممکن ابراز داشته و بخواهند.»
و در مورد رفتارهای حکومت نوشت: «حاکمیتی که بر اساس چماق و ظلم و تجاوز به حقوق دیگران و تصرف غاصبانه و تغییر در آراء آنان و کشتن و بستن و بازداشت و شکنجه‌های قرون وسطی و استالینی و ایجاد خفقان و سانسور روزنامه‌ها و اخلال در وسائل ارتباطی و زندانی کردن عقلاء و نخبگان جامعه به بهانه‌های واهی و تحمیل اعتراف به امور خلاف واقع به ویژه در زندان نزد شرع و عقل و عقلاء جهان محکوم و بی‌ارزش است»
کدیور فتواهای منتظری را از نظر اهمیت همسنگ و همطراز فتاوی محمدکاظم خراسانی علیه محمدعلی شاه قاجار و فتواهای روح‌الله خمینی علیه محمدرضا شاه پهلوی دانسته‌است.
منتظری پاسخی هم به نامه تظلم خواهی دختر سعید حجاریان داد و با توصیف وضعیت کنونی به «روزگار سیطره ظالمان متظاهر به دین بر مظلومان دیندار، و تسلط قانون گویان قانون گریز و قانون سای بر قانون گرایان قانون خواه»، مقامات حکومت را به فرعون و قاتلان سیدالشهدا تشبیه کرد.

## رخدادهای ۲۴ تیر
میرحسین موسوی طی بیانیه‌ای اعلام کرد که در نماز جمعه تهران (۲۶ تیر ۱۳۸۸) در میان صف‌های مردم شرکت خواهد کرد.
ابی، خواننده پاپ ایران در بیانیه‌ای از برنامه اعتصاب غذای سه روزه اکبر گنجی در برابر سازمان ملل متحد اعلام حمایت کرده و از پیوستن به اعتصاب کنندگان خبر داد. پیش از او، گوگوش دیگر خواننده پاپ ایرانی نیز اعلام کرده بود که در این اعتصاب شرکت خواهد کرد.

## رخدادهای ۲۶ تیر

### اقامه نماز جمعه به امامت هاشمی رفسنجانی
پس از دوری ۴ هفته‌ای اکبر هاشمی رفسنجانی، امام جمعه موقت تهران، وی نماز جمعه این هفته تهران را امامت کرد.
وی در خطبه‌های خود از عملکرد صدا و سیما و شورای نگهبان انتقاد کرد و گفت:
باید به گونه‌ای عمل کنیم که فضایی به وجود آورده شود که همه اطرافیان این مسئله حرف‌های خود را بدون دعوا و با منطق بزنند و رسانه‌ها به خصوص صداوسیما باید در این خصوص گام مؤثری بردارد.
متأسفانه از فرصتی که به شورای نگهبان داده شد که عقلا جمع شوند و در جهت اعتماد مردم حرکت کند، استفاده خوبی نشد.
وی همچنین در بین سخنان خود خواستار آزادی زندانیان و دلجویی از آسیب دیدگان در اتفاقات اخیر شد. در پایان مراسم شعارهایی در حمایت از هاشمی‌رفسنجانی از سوی حاضرین سر داده می‌شد.
سایت‌های خبری منتقد دولت احمدی‌نژاد شمار شرکت‌کنندگان در نماز جمعهٔ اعتراضی امروز را بی‌سابقه و تا دو و نیم میلیون نفر تخمین زده‌اند.

### تظاهرات قبل و بعد از نمار جمعه
قبل از شروع خطبه‌ها تعداد زیادی از هواداران موسوی در اطراف در ورودی دانشگاه و حدفاصل میدان انقلاب تا چهارراه دانشجو تجمع کردند و با سردادن شعارهایی از میرحسین موسوی حمایت کردند؛ و از هاشمی هم خواستند که در خطبه‌های خود از مردم حمایت کند، که با حمله نیروهای امنیتی و لباس شخصی‌ها و پرتاب گاز اشک‌آور توسط آنان پراکنده شدند.
همچنین در پایان نماز نیز در برخی از خیابان‌های اطراف دانشگاه تظاهراتی توسط معترضان انجام شد.
تظاهرا کنندگان در این راهپیمایی‌ها شعارهایی مانند مرگ بر روسیه، مرگ بر چین و مرگ بر دیکتاتور سر دادند. بنا بر همین گزارش به نقل از شاهدان عینی، ده‌ها نفر از تظاهرکنندگان توسط نیروهای پلیس و بسیج بازداشت شدند. در خیابان طالقانی نیروهای بسیج پس از پایان نماز به شرکت‌کنندگان حمله‌ور شده و آنان را مورد ضرب وشتم قرار دادند. تظاهرات معترضان پس از پایان نماز جمعه نیز ادامه داشته‌است. شاهدان عینی همچنین از شنیده‌شدن صدای تیراندازی پس از پایان نماز جمعه خبر داده‌اند.
خبرگزاری فرانسه نیز گزارش داد هزاران نفر از هواداران میرحسین موسوی پس از پایان نماز دست به تظاهرات زده و علیه نتایج انتخابات ریاست جمهوری و در حمایت از کاندیدای خود شعار سر دادند و به نقل از شاهدان عینی می‌افزاید که نیروهای امنیتی چندین نفر از شرکت‌کنندگان در نماز جمعه را دستگیر کردند.

## رخدادهای ۳۰ تیر
به دعوت جبهه ملی و با حضور ده‌ها هزار نفر از مردم تظاهرات و تجمعی در میدان هفت تیر تهران برگزار گردید که توسط نیروهای امنیتی سرکوب شد.

## رخدادهای ۸ مرداد
در شرایطی که با درخواست مشترک موسوی و کروبی برای برگزاری مراسم بزرگداشت کشته‌شدگان در چهلم ندا آقاسلطان توسط دولت احمدی‌نژاد مخالفت شده بود، این دو و هوادارانشان در بهشت زهرا و بر مقبره کشته‌شدگان حضور یافتند. تظاهرات‌هایی نیز در تهران و سایر شهرستان‌ها صورت گرفت. نیروهای امنیتی ضمن حمله به موسوی و کروبی آنان را وادار به خروج از بهشت زهرا کردند. آنان ضمن استفاده از گاز اشک‌آور و شلیک تیر هوایی در تهران عده‌ای را بازداشت کردند. در میان بازداشت شدگان جعفر پناهی و همسرش و برخی دیگر از چهره‌های سرشناس حضور داشتند.